# Henning Nitelius
Henning Valfrid Nitelius, född den 4 november 1905 i Västra Broby församling, Kristianstads län, död den 24 oktober 1998 i Halmstad, var en svensk jurist.
Nitelius avlade studentexamen 1924 och juris kandidatexamen vid Lunds universitet 1928. Efter genomförd tingstjänstgöring i Södra Åsbo och Bjäre domsaga 1928–1931 blev han  amanuens i Försäkringsrådet 1931, tillförordnad fiskal i Svea hovrätt 1932, adjungerad ledamot där 1936, assessor 1937 och hovrättsråd 1944. Nitelius var tillf häradshövding i Gotlands södra domsaga 1937–1938, byråchef i Finansdepartementet 1947–1951 (tillförordnad från 1945), häradshövding i Hallands södra domsaga 1951–1970 och lagman i Hallands södra tingsrätt 1971–1972. Han blev riddare av Nordstjärneorden 1947 och kommendör av samma orden 1962. Nitelius vilar på Munka-Ljungby kyrkogård.